# Regimentul III Dâmbovița No. 22
Regimentul III Dâmbovița No. 22 a fost o unitate de infanterie, de nivel tactic, din trupele permanente ale Armatei României. Unitatea a fost înființată în 1891 prin fuziunea Regimentului III de Linie - înființat în 1830 și Regimentului 22 Dorobanți, înființat în 1880. Pe tot parcursul existenței sale a făcut parte din organica Brigăzii 6 Infanterie, fiind dislocat la pace în garnizoana Târgoviște. La mobilizare, regimentul constituia încă o unitate, Regimentul 62 Infanterie, din rezerviști proveniți din Cercul de recrutare „Dâmbovița”.:p. 129